# Evansolidia evansi
Evansolidia evansi är en insektsart som beskrevs av Nielson 1982. Evansolidia evansi ingår i släktet Evansolidia och familjen dvärgstritar. Inga underarter finns listade i Catalogue of Life.